# سرفرچه‌ای بورنئویی
سرفرچه‌ای بورنئویی (نام علمی: Pityriasis gymnocephala) نام یک گونه از تیره کلاغان است.